# Sebastiano Vilella
Sebastiano Vilella (Bari, 23 ottobre 1960) è un fumettista italiano.

## Biografia
Sebastiano Vilella (Bari, 23 ottobre 1960) è un fumettista, illustratore e pittore italiano.  
Ha iniziato la sua carriera nel mondo del fumetto negli anni '80, collaborando con diverse riviste del settore. Ha pubblicato le sue opere su testate storiche come *Eureka*, *Frigidaire*, *Blue* e *Linus*.  
Oltre alla produzione fumettistica, si dedica anche alla pittura e all'illustrazione, realizzando opere esposte in diverse mostre e pubblicazioni monografiche.

## Opere principali
- Il MiticOperaio (Edizioni Voilier, 2014) – Raccoglie storie realizzate e pubblicate tra il 1984 e il 1990.[1]
- Italo Grimaldi, un commissario tra le due guerre – serie noir ambientata durante il ventennio fascista, pubblicata su *Eureka* e successivamente raccolta in volume da QPress.[2]
- Tre toni di Nero (Black Velvet, 2009) – Raccolta di racconti noir.[3]
- Requiem per 2 c... (Coconino Press, 2012) – Romanzo giallo a fumetti dalla forte impronta critica e sociale.[4]
- Interno metafisico con biscotti (Oblomov Edizioni, 2016) – Graphic novel dedicato a Giorgio de Chirico, che combina elementi biografici e fiction in un'atmosfera noir.[5]
- L'armadio di Satie (Coconino Press, 2016) – Romanzo grafico dalle atmosfere noir e soprannaturali, ispirato alle figure del compositore impressionista francese Erik Satie e al chansonnier anarchico Léo Ferré.[6]
- Friedrich, lo sguardo infinito (Oblomov Edizioni, 2019) – Romanzo grafico dalla forte vena fantastica e visionaria, ispirato alla figura del grande paesaggista romantico tedesco Caspar David Friedrich.[7]
- LontanoLontano (Edizioni NPE, 2023) – Riflessione romanzesca in forma di poliziesco a fumetti. Alcuni personaggi creati dall'autore si ritrovano casualmente insieme per risolvere un misterioso caso di morte apparente.[8]
- Le Opere Pittoriche (Edizioni NPE, 2024) – Volume monografico di dipinti, disegni, studi grafici e illustrazioni, realizzati dall'autore tra la fine degli anni '80 e i giorni nostri.[9]

## Stile e tematiche
Il lavoro di Vilella è caratterizzato dall'interesse per figure artistiche storiche, che spesso diventano protagoniste delle sue opere. Attraverso una combinazione di elementi biografici e finzione, crea narrazioni che esplorano le vite interiori e le opere di questi artisti, con atmosfere sospese e metafisiche.